# Toronto (Kansas)
Toronto és una població dels Estats Units a l'estat de Kansas. Segons el cens del 2000 tenia 312 habitants.

## Demografia
Segons el cens del 2000, Toronto tenia 312 habitants, 171 habitatges, i 80 famílies. La densitat de població era de 325,6 habitants/km².
Dels 171 habitatges en un 16,4% hi vivien nens de menys de 18 anys, en un 40,9% hi vivien parelles casades, en un 5,8% dones solteres, i en un 53,2% no eren unitats familiars. En el 48,5% dels habitatges hi vivien persones soles el 28,7% de les quals corresponia a persones de 65 anys o més que vivien soles. El nombre mitjà de persones vivint en cada habitatge era d'1,82 i el nombre mitjà de persones que vivien en cada família era de 2,6.
Per edats la població es repartia de la següent manera: un 17,3% tenia menys de 18 anys, un 3,2% entre 18 i 24, un 15,7% entre 25 i 44, un 29,5% de 45 a 60 i un 34,3% 65 anys o més.
L'edat mediana era de 55 anys. Per cada 100 dones de 18 o més anys hi havia 85,6 homes.
La renda mediana per habitatge era de 19.643 $ i la renda mediana per família de 26.667 $. Els homes tenien una renda mediana de 23.500 $ mentre que les dones 13.929 $. La renda per capita de la població era de 14.960 $. Entorn del 12,5% de les famílies i el 15,9% de la població estaven per davall del llindar de pobresa.

## Poblacions més properes
El següent diagrama mostra les poblacions més properes.